# Адарнасе III (эриставт-эристави)
Адарнасе III (груз. ადარნასე; умер в 896 году) — грузинский принц Тао-Кларджети из династии Багратионов. Он был князем Верхнего Тао с титулом эриставт-эристави («князь-князей»).

## Биография
Адарнасе III был старшим сыном Гургена I, от которого он унаследовал Верхнее Тао после династической розни Багратидов в 891 году. Срок правления Адарнасе был недолгим.
Адарнасе III умер через шесть лет после своего вступления в должность, оставив после себя двух сыновей, — Давида и Гургена, и одну дочь — Динару. Давид, старший сын, также носил титул эриставт-эристави. Должно быть, он был очень молод, когда умер его отец и вряд ли он когда-либо управлял. Давид умер в 908 году не оставив детей. Гурген II «Великий», младший сын, — стал князем  Верхнего Тао, Динара — царицей Ерети.